# Blöjbarn

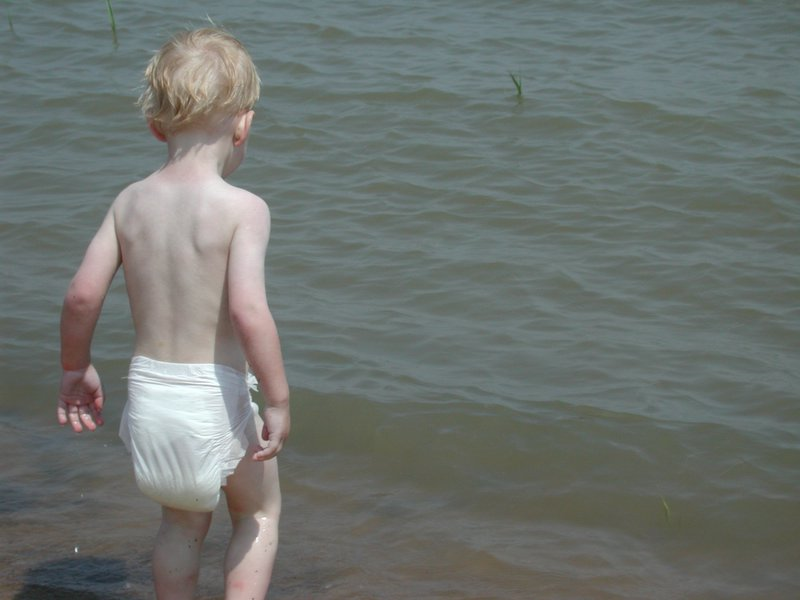
Ett blöjbarn.

Blöjbarn är barn som använder blöja. Vanligen delas blöjbarnen in i sådana som använder blöja både på dagen och natten och sådana som endast använder nattblöja.
När barn slutar att använda blöja varierar. Det är individuellt hur barnen utvecklas. Vissa barn behöver längre tid innan de är redo för potträning. Det är viktigt att inte tvinga ett barn till att sitta på pottan eller toaletten eftersom barnet kan uppleva det som obehagligt och må dåligt. Inte heller att använda blöja på barn som vill sluta använda blöja.
Ett barn kanske inte vill bajsa på förskolan fastän det går bra hemma, eller tvärtom. Ett barn kan kissa på pottan men kräva blöja för att bajsa. Vissa barn som slutat med blöja till vardags fortsätter att använda blöja vid särskilda tillfällen, exempelvis resor, övernattningar, helger och liknande. De brukar då oftast inte längre räknas som blöjbarn.
Vissa barn som slutat med blöja på dagen behöver även fortsatt nattblöja ytterligare en period.
Inom exempelvis barnomsorgen är det viktigt att veta fördelningen mellan blöjbarn och övriga barn, eftersom det påverkar personalplaneringen.